# Freddy und das Lied der Südsee (EP, 1962)
Freddy und das Lied der Südsee ist das 19. Extended-Play-Album des österreichischen Schlagersängers Freddy Quinn, das im Juli 1962 im Musiklabel Polydor (Nummer 21 478 EPH) erschien. Die Herstellung erfolgte durch die Deutsche Grammophon Gesellschaft, das Mastering, die Pressung sowie der Acetat-Lack-Schnitt durch Deutsche Grammophon Gesellschaft Pressing Plant. Dies ist das erste EP-Album Quinns mit sechs Titeln (die vorherigen umfassten jeweils vier). Die Veröffentlichung geschah unter den Rechteverwertern Gesellschaft für musikalische Aufführungs- und mechanische Vervielfältigungsrechte und Bureau International de l’Edition Mecanique.

## Musik
Die Lieder sind Originalaufnahmen aus dem Film Freddy und das Lied der Südsee mit Freddy Quinn in der Hauptrolle.
E Manu Pukarua (A3) ist ein Volkslied aus Tahiti, alle anderen Lieder schrieb Lotar Olias. Bei Keine Bange, Lieselotte waren Fritz Graßhoff und Günter Loose beteiligt, bei …und das weite Meer und Alo-Ahé Günther Loose sowie bei In Hongkong, da hat er ’ne Kleine und Ein Schiff voll Whisky Walter Rothenburg.
Keine Bange, Lieselotte ist ein Marsch-Fox, …und das weite Meer ein langsamer Walzer, In Hongkong, da hat er ’ne Kleine ein Seemannswalzer, Ein Schiff voll Whisky ein Moderato-Fox sowie Alo-Ahé Slow nach der 1878 von Liliʻuokalani, der letzten Königin des Königreichs Hawaiʻi, unter dem Titel Aloha ʻOe komponierten Melodie.

## Titelliste
Das Album beinhaltet folgende sechs Titel:
- Seite 1

1. Keine Bange, Lieselotte
2. …und das weite Meer
3. E Manu Pukarua

- Seite 2

1. In Hongkong, da hat er ’ne Kleine
2. Ein Schiff voll Whisky
3. Alo-Ahé

## Coverversionen
Keine Bange, Lieselotte wurde von Andreas Werner & Hemmann-Quintett und Lothar Nakat & sein Orchester (1962), Werner Schmah & Die Moonlights (1962), Aimable (1963) sowie Harry Dettmann (unbekanntes Jahr) gecovert.
…und das weite Meer wurde von Jimmy Barber (1962), Andreas Werner & Hemmann-Quintett (1962), Jonny (1962), Johnny Hoes (1963 auf Niederländisch), Stephan Remmler und die Schatzsucher (1991) sowie vom Shanty-Chor Rüsselsheim (2010) gecovert.
In Hongkong, da hat er ’ne Kleine wurde von Jonny Hill (1971) sowie Harry Dettmann (unbekanntes Jahr) gecovert.